# Битва при Каннануре
Битва при Каннануре (англ. Battle of Cannanore, порт. Batalha naval de Cannanor) — морское сражение 1506 года, произошедшее в заливе Каннанура между португальцами под командованием Лоуренсу ди Алмейда, сына первого португальского вице-короля Индии Франсишку ди Алмейды, с одной стороны и объединёнными силами Каликута, Османской империи и Гуджарата — с другой.
Объединённый флот антипортугальской коалиции под предводительством заморина Каликута состоял из 200 кораблей, некоторые из которых были оснащены пушками, отлитыми в Каликуте двумя оружейными мастерами из Милана. Команды кораблей были набраны из местных индусов, арабов и турок.
Битва завершилась безусловной победой португальцев, которые не потеряли ни одного корабля.